# Anisoptera scaphula
Anisoptera scaphula är en tvåhjärtbladig växtart som först beskrevs av William Roxburgh, och fick sitt nu gällande namn av Wilhelm Sulpiz Kurz. Anisoptera scaphula ingår i släktet Anisoptera och familjen Dipterocarpaceae. Inga underarter finns listade i Catalogue of Life.